# Jettur, Chincholi
Jettur là một làng thuộc tehsil Chincholi, huyện Gulbarga, bang Karnataka, Ấn Độ.